# Danny Boyle
Danny Boyle (* 20. října 1956, Radcliffe, Anglie) je britský režisér a producent, který proslul především svým filmem Trainspotting podle stejnojmenného románu Irvina Welshe nebo dobrodružným snímkem Pláž s Leonardem DiCaprem v hlavní roli. Jeho snímek Milionář z chatrče získal celkem osm Oscarů a čtyři Zlaté glóby, včetně Oscara za nejlepší režii.
V roce 2012 byl hlavním režisérem slavnostního zahájení Letních olympijských her 2012 v Londýně.

## Filmografie
- 1987 Scout (Vyzvědač, TV film)
- 1987 The Venus of Milo Instead (Venuše Mélská náhradou, TV film)
- 1989 The Nightwatch (Noční hlídka, TV film)
- 1989 The Monkeys (Opice, TV film)
- 1989 The Hen House (Kurník, TV film)
- 1991 Arise and Go Now (Vstaň a choď, TV film)
- 1991 For the Greater Good (Pro větší blaho, TV film)
- 1993 Not Even God Is Wise Enough (Ani Bůh není dost Moudrý, TV film)
- 1993 Mr. Wroe‘s Virgins (Panny pana Wroea, TV film)
- 1994 Mělký hrob (Shallow Grave)
- 1996 Trainspotting
- 1997 Extra život (A Life Less Ordinary)
- 2000 Pláž (The Beach)
- 2001 Běhna (Strumpet, TV film)
- 2001 Vacuuming Completely Nude in Paradise (Luxuji úplně nahý v ráji, TV film)
- 2002 28 dní poté (28 Days Later…)
- 2004 Milióny (Millions)
- 2007 Sunshine
- 2008 Milionář z chatrče (Slumdog Millionaire)
- 2010 127 hodin (127 Hours)
- 2013 Trans (Trance)
- 2015 Steve Jobs
- 2017 T2 Trainspotting